# Gary Carvalho
Gary Carvalho (em japonês: オーキド・シゲル Shigeru) é um personagem fictício da franquia Pokémon. Gary é o primeiro rival de Ash Ketchum no anime.

## Biografia

#### Liga Indigo
O dia em que ele começou sua jornada Pokémon, ele saiu como um treinador arrogante, muito parecido com sua contra-parte no jogo, Blue. Seu Pokémon inicial foi Squirtle, que era realmente o mesmo Pokémon que Ash originalmente queria começar. Ele até tinha um grupo de líderes de torcida, que o aplaudiam em todas as suas batalhas. Ele não anda em suas viagens como a maioria dos treinadores fizeram, em vez disso, ele tem seu próprio conversível vermelho desportivo com um motorista. Gary adora de tirar sarro de Ash comparado os dois. Ele também deu a Ash o nome de "Ashy-boy" (em japonês: "Satoshi-kun"), que às vezes parece irritá-lo.
Seu estilo de treinamento nesta época era capturar muitos Pokémon e usar o mais forte, como um contraste de Ash que focava no desenvolvimento de um vínculo com seus Pokémon.

#### Aventuras nas Ilhas Laranja
Gary após perder para Giovanni, ele "se tocou" em relação as suas atitudes. Muito ao contrário de seu antigo eu, ele parabenizou Ash em sua vitória na Liga Laranja. Logo Ash desafiou-o para uma batalha com seu Pikachu. Gary por sua vez, usou seu Eevee. Gary conseguiu derrotar Ash e depois foi em sua jornada através de Johto.
Em teve poucas aparições durante a temporada de Johto, ele parecia ter se tornado o oposto completo de quem ele era. Ele tornou-se educado e respeitoso com os outros, incluindo Ash. Ele lutou contra Ash na Conferência de Prata. Ash acabou vencendo a batalha quando o seu Charizard derrotou o Blastoise de Gary.
Um tempo depois, Gary decidiu que não queria mais ser um Treinador Pokémon mas queria ser um Pesquisador Pokémon como seu avô.